# Борис Петрович (Саченко)
Борис Петрович, справжнє ім'я: Борис Петрович (Саченко) (біл. Барыс Пятровіч (Сачанка)); 17 липня 1959 — білоруський письменник. З 10 січня 2011 року голова Союзу білоруських письменників. З 2002 року головний редактор літературного часопису «Дзеяслоў».

## Біографія
Народився 17 липня 1959 року в селі Великий Бір Хойницького району Гомельської області.
Закінчив факультет журналістики Білоруського державного університету. Працював у газетах «Гомельская праўда» (Гомельська правда), «Звязда», «Літаратура і мастацтва». У 2002 році звільнився з часопису «Полымя» (Полум'я) і заснував часопис «Дзеяслоў». Твори перекладалися російською, англійською, французькою, німецькою, польською, чеською, болгарською, литовською, українською та іншими мовами.
Мешкає у Мінську.

## Твори
Борис Петрович є автором книжок:
- «Лови» (біл. «Ловы»)
- «Сон поміж потвор» (біл. «Сон між пачвар»)
- «Фрески» (біл. «Фрэскі»)
- «Щастя бути» (біл. «Шчасьце быць…»)
- «Жити не страшно» (біл. «Жыць не страшна»)
- «Пилипики»(біл. «Піліпікі»)
- «Спокуса» (біл. «Спакушэнне»)
- «Спочатку була пітьма» (біл. «Спачатку была цемра»)

## Виноски
1. 1 2  Чеська національна авторитетна база даних
2. ↑  сайт журналу «Дзеяслоў». Архів оригіналу за 17 березня 2022. Процитовано 4 червня 2022.